# Goje
Il goje, nome Hausa dello strumento, è uno dei tanti nomi per una varietà di un violini o violini a una corda dall'Africa occidentale, suonati da gruppi come gli Yoruba nella "musica Sakara" e da gruppi dell'Africa occidentale che popolano il Sahel.

## Storia

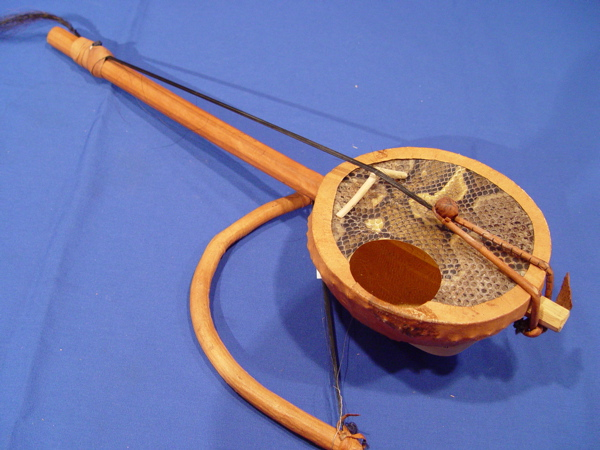
Il goje è una viola a due corde originaria del Ghana settentrionale.

La pelle di serpente o di lucertola copre una ciotola di zucca e una corda di crine di cavallo è sospesa sul ponte. Il goje si suona con la corda dell'arco.
IIl goje è comunemente usato per accompagnare la canzone e di solito viene suonato come strumento solista, sebbene sia rilevante anche in gruppi con altri strumenti a corda, a fiato o a percussione dell'Africa occidentale, tra cui lo shekere, il tamburo calabash, il tamburo parlante o il ney.
Lo strumento è legato a vari rituali saheliani preislamici relativi alla possessione jinn, come le tradizioni Bori e Hauka del Maguzawa Hausa, Zarma, Borori e Songhay. Questi strumenti sono tenuti in grande considerazione e il loro utilizzo è legato al mondo degli spiriti, o come portatore di voci destinate o provenienti dal mondo degli spiriti.
I vari nomi con cui è conosciuto il goje includono goge o goje (Hausa, Zarma), gonjey (Dagomba, Gurunsi), gonje, (Mamprusi, Dagomba), njarka (Songhay), n'ko (Bambara, Mandinka e altri lingue mande), riti (Fula, Sérèr) e nyanyeru o nyanyero.
Tra gli Hausa, esiste un altro violino più piccolo chiamato kukkuma, il cui uso è associato ad atti più secolari, ma suonava in modo simile a quello del goje leggermente più grande e pregiato.

## Strumenti musicali simili
- Masenqo, strumento utilizzato dai popoli Habesha
- Imzad, strumento utilizzato dal popolo Tuareg